# Leucothyreus petrus
Leucothyreus petrus är en skalbaggsart som beskrevs av Ohaus 1918. Leucothyreus petrus ingår i släktet Leucothyreus och familjen Rutelidae. Inga underarter finns listade i Catalogue of Life.